# Proschizorhynchus helgolandicus
Proschizorhynchus helgolandicus är en plattmaskart som först beskrevs av Meixner 1938.  Proschizorhynchus helgolandicus ingår i släktet Proschizorhynchus, och familjen Schizorhynchidae. Arten är reproducerande i Sverige.